# Streptocephalus gauthieri
Streptocephalus gauthieri är en kräftdjursart som beskrevs av Brtek 1974. Streptocephalus gauthieri ingår i släktet Streptocephalus och familjen Streptocephalidae. Inga underarter finns listade i Catalogue of Life.